# Citoskelet
Eukariotske stanice imaju visoko organiziranu citoplazmu kroz koju se pruža mreža tankih bjelančevinastih niti i cjevčica, točnije stanični kostur ili citoskelet. On daje oblik životinjskim stanicama, omogućuje gibanje stanica i staničnih dijelova kao i 'usidrenost' staničnih organela pa čak i citoplazmatskih enzima na određenom mjestu čime se održava optimalan prostorni raspored u samoj stanici. Citoskelet se sastoji od najmanje tri tipa struktura. To su mikrotubuli, aktinska vlakna (mikrofilamenti) i intermedijarni mikrofilamenti. Uloga mikrotubula je kretanje praživotinja, kretanje kromosoma, organela te održavanje oblika tijela. Nalaze se u bičevima, trepetljikama, bazalnim tjelešcima, a glavna organizirajuća središta za većinu mikrotubula i mikrofilamenata su centrioli.
Mikrofilamenti imaju ulogu u strujanju citoplazme i prijenosu tvari unutar nje, osim toga imaju vrlo važnu ulogu u stvaranju diobenog vretena. Postoje dokazi da imaju ulogu i u ameboidnom kretanju iako to nije još u potpunosti razjašnjeno.
Intermedijarni mikrofilamenti su veličinom manji od mikrofilamenata, a omogućuju vraćanje stanice u svoj prirodan oblik.